# Hochleistungsstrecke
Hochleistungsstrecken sind Eisenbahnstrecken in Österreich, die von der Bundesregierung gemäß § 1 Abs. 1 Hochleistungsstreckengesetz (HlG) zu solchen erklärt wurden. Diesen Strecken muss eine besondere Bedeutung für einen leistungsfähigen Verkehr mit internationalen Verbindungen oder für den Nahverkehr zukommen. Es können sowohl „bestehende“ als auch „geplante“ Eisenbahnen (Ausbaustrecken und Neubaustrecken) und hier wieder „Strecken oder Streckenteile“ zu Hochleistungsstrecken erklärt werden.
Verordnungsentwürfe, die die Erklärung einer geplanten oder bestehenden Eisenbahn zur Hochleistungsstrecke gem § 1 HLG zum Gegenstand haben, sind gem § 3 Abs 1 Z 1 lit a des Bundesgesetzes über die strategische Prüfung im Verkehrsbereich (SP-V-Gesetz, BGBl I 2005/96) einer strategischen Umweltprüfung zu unterziehen.
Da bis dato keine Hauptbahnverordnung gemäß § 4 Abs. 1 Z 2 Eisenbahngesetz 1957 erlassen wurde, ergibt sich die Summe der österreichischen Hauptbahnen aus den nachfolgend angeführten bisher ergangenen 6 Verordnungen der Bundesregierung gemäß § 1 Hochleistungsstreckengesetz:
1. Hochleistungsstreckenverordnung (BGBl 1989/370 idF BGBl II 1998/397)
- St. Pölten—Attnang/Puchheim
- Volders/Baumkirchen—Gärberbach (Umfahrung Innsbruck)
- Landeck—Bludenz
- Salzburg—Schwarzach/St. Veit—Villach—Staatsgrenze bei Rosenbach
- Gloggnitz—Mürzzuschlag
- Wien (einschließlich Terminal Inzersdorf)–Pottendorf–Wiener Neustadt
- St. Michael—Bischofshofen

2. Hochleistungsstreckenverordnung (BGBl 1989/675)
- Raum Wien-St. Pölten;
- Attnang/Puchheim-Staatsgrenze bei Salzburg
- Staatsgrenze bei Kufstein-Innsbruck-Staatsgrenze am Brenner
- Innsbruck-Landeck
- Bludenz-Staatsgrenze bei Feldkirch
- Villach-Staatsgrenze bei Thörl-Maglern
- Raum Wien-Baden-Gloggnitz
- Mürzzuschlag-Bruck an der Mur-Graz (einschließlich Güterterminal)-Staatsgrenze bei Spielfeld-Straß
- Wien-Staatsgrenze bei Nickelsdorf
- Bruck an der Mur-St. Michael
- Selzthal-Linz und Traun-Marchtrenk
- Wels-Passau

3. Hochleistungsstreckenverordnung (BGBl 1994/83)
- Salzburg – Wörgl
- St. Michael – Klagenfurt – Villach
- Wien – Eisenstadt – Oberwart – Graz – Klagenfurt – Villach – Staatsgrenze Österreich/Italien
- Wien – Staatsgrenze bei Bernhardsthal
- Parndorf – Staatsgrenze bei Kittsee

4. Hochleistungsstreckenverordnung (BGBl II 1997/273)
- Raum Graz-Staatsgrenze bei Mogersdorf
- Neumarkt/Kallham-Staatsgrenze bei Braunau am Inn
- Linz-Staatsgrenze bei Summerau
- Raum Tulln-Staatsgrenze bei Gmünd

5. Hochleistungsstreckenverordnung (BGBl II 2012/11)
- Gänserndorf – Marchegg;
- Wien – Staatsgrenze bei Marchegg.

6. Hochleistungsstreckenverordnung (BGBl II 2018/36)
- Wien Hauptbahnhof – Flughafen Wien – Bruck an der Leitha.

Die österreichischen Teile der Transeuropäischen Netze (TEN-Verkehr) des Eisenbahnbereiches sind auch zu Hochleistungsstrecken nach dem Hochleistungsstreckengesetz (Hochgeschwindigkeit oder konventionell) erklärt. Es gibt aber auch einige Abweichungen.
Im Gegensatz zu reinen Hochgeschwindigkeitsstrecken (HGV) für den Personenverkehr sollen auf Hochleistungsstrecken auch konventionelle Züge, einschließlich Güterverkehr, weiterhin zum Einsatz kommen und einen Mischverkehr ermöglichen.
Planungsgrundlage für den Bau und Ausbau von Hochleistungsstrecken sind die „Richtlinien für das Entwerfen von Bahnanlagen-Hochleistungsstrecken“ („HL-Richtlinien“) der Österreichischen Bundesbahnen.